# Вулиця Автомобілістів (Черкаси)
Вулиця Автомобілі́стів — одна з вулиць у місті Черкаси.

## Розташування
Вулиця починається від вулиці Смілянської і простягається на північ, впираючись у вулицю Десантників.

## Опис
Вулиця неширока, повністю асфальтована.

## Походження назви
Вулиця була утворена на початку 1960-их років і назва на честь любителів автомобіля.

## Будівлі
По вулиці розташовані багатоповерхові будинки (на початку) та промислові підприємства.